# 楚康王
楚康王（？—前545年），芈姓，熊氏，名昭，楚共王之子。在位十五年，即公元前560年至前545年。

## 生平
在楚共王在位后期楚国在与晋国的争霸中不占优势，而且渐渐陷于同吴国的长期战争中。尤其是楚共王二十九年（即公元前562年），作为晋国楚国实力高下风向标的郑国，从亲近楚国改为与晋国结盟，楚共王已经无可奈何。楚共王三十一年，共王去世康王即位，郑国的大夫与楚国人明言当前楚国已经不能和晋国竞争。
康王元年（公元前559年），晋国联合齐国、郑国、宋国、鲁国以及卫国等诸侯之师，讨伐秦国。当年楚共王二十九年（即公元前562年），晋国出兵与郑国结盟，秦国亲近楚国，于是为了救援当时亲楚的郑国而讨伐晋国，并在栎之役取胜。晋国领导诸侯之师深入秦国境内，渡过泾水，而秦人无奈投毒泾水来迟滞诸侯之师的攻势。秦国始终没有屈服。但当年楚国却没有出兵支援秦国，而是与吴国继续上一年的战争，而楚师又败于吴国。
楚康王三年（公元前557年），为晋平公元年，而晋师讨伐楚国，并取得湛阪之战的胜利。楚国之弱于晋国，明显地在战场上显示出来。
楚康王五年（公元前555年），晋国联合郑国、宋国、鲁国以及卫国等诸侯之师，讨伐齐国。诸侯之师攻入齐国境内，进而围攻齐国都城。在楚康王即位以来，晋国联合诸侯已经讨伐了楚国的盟友秦国，此时晋国又联合诸侯打击另一强国齐国，作为楚国盟友或潜在盟友的秦国齐国两大国，在短短数年内，都遭到晋师深入国境而实力大损。但此时楚国令尹仍然按兵不动。楚康王告令尹，称自己即位五年来，久不出师，荒废了先王的伟业。在如此严令下，令尹出师讨伐从晋的郑国，围攻郑国都城，作为支援齐国的行动。但郑国并未屈服，而晋国在次年（公元前555年）再次讨伐齐国，齐国与晋国讲和。可见楚国的军事行动效果不佳。
魯襄公二十六年（前547年），楚國大夫椒舉為楚康王猜忌，憤而奔晉，楚國大夫蔡聲子返楚，與令尹（宰相）子木會談，言及晉、楚兩國政事，聲子指出：“今楚多淫刑，其大夫逃死於四方，而為之謀主，以害楚國，不可救療。”這是成語【楚材晉用】的典故。楚康王十五年（前545年）冬天，康王卒。

## 大臣
- 前558年，公子午做令尹，公子罢戎做右尹，薳子冯做大司马，公子橐師做右司马，公子成做左司马，屈到做莫敖，公子追舒做箴尹，屈荡做连尹，养由基做宫厩尹，
- 前552年，子庚（公子午）死。楚康王派薳子冯做令尹，薳子冯推辞，楚王就派子南做令尹。
- 前551年，楚康王再次派薳子冯做令尹，公子齮做司马，屈建做莫敖。
- 前548年，薳子冯死。屈建做令尹，屈荡做莫敖。

| 前任： 父楚共王 | 楚國君主 前559年—前545年 | 繼任： 子郏敖 |